# Chryzostom I (arcybiskup Aten)
Chryzostom, imię świeckie Chrisostomos Papadopoulos (ur. 1868 w Azji Mniejszej, zm. 22 października 1938) – grecki biskup prawosławny, zwierzchnik Greckiego Kościoła Prawosławnego w latach 1923–1938.

## Życiorys
Ukończył studia teologiczne na uniwersytecie w Atenach. Następnie kształcił się w tym kierunku na Kijowskiej i Petersburskiej Akademii Duchownej. Był rektorem szkoły teologicznej Patriarchatu Jerozolimskiego. Z Jerozolimy musiał wyjechać w 1909, po konflikcie z patriarchą Damianem. Archimandryta Chryzostom wziął wcześniej udział w próbie usunięcia patriarchy z urzędu, udaremnionej przez władze tureckie.
W momencie wyboru na urząd zwierzchnika Kościoła wykładał historię Kościoła prawosławnego na uniwersytecie w Atenach i kierował elitarną szkołą teologiczną w Rizarios. Godność arcybiskupa Aten i całej Grecji objął po odsunięciu od niej arcybiskupa Teokleta II, co zainspirował Komitet Rewolucyjny, jaki objął w 1922 władzę w Grecji.
Natychmiast po swojej intronizacji arcybiskup Chryzostom zwrócił się do Ministerstwa Wyznań z prośbą o reformę prawa określającego miejsce Greckiego Kościoła Prawosławnego w państwie greckim. Jego zdaniem dotychczasowe ustawy w tym zakresie de facto podporządkowywały Kościół państwu. Stojący na czele rządu Nikolaos Plastiras pozytywnie odniósł się do jego sugestii. Sformułowany w 1923 statut Greckiego Kościoła Prawosławnego zakładał zarządzanie nim przez Synod biskupów, w którym świecki urzędnik miałby jedynie głos doradczy, bez prawa głosu. Docelowo interwencja świeckiej administracji w życie kościelne miała być maksymalnie ograniczone. Wprowadzenie w życie statutu uniemożliwiło dojście do władzy w Grecji dyktatora gen. Theodorosa Pangalosa, który sprzeciwił się nadaniu duchowieństwu szerokich swobód. Organem zarządzającym Kościołem ponownie został Święty Synod, w którym kluczową rolę odgrywał świecki prokurator. Arcybiskup Chryzostom protestował przeciwko temu rozwiązaniu, podobnie jak przeciwko decyzjom władz o konfiskacie majątków kościelnych, zakazie wstępowania do monasterów kobiet poniżej 40 roku życia oraz zobowiązaniu biskupów do uzyskiwania zezwoleń na wyjazdy poza granice swojej eparchii.
W 1923 Święty Synod przyjął reformę kalendarza liturgicznego używanego w Greckim Kościele Prawosławnym, rezygnując z kalendarza juliańskiego na rzecz gregoriańskiego, z zachowaniem dotychczasowych zasad ustalania daty Wielkanocy. Arcybiskup Chryzostom popierał tego typu zmiany. Zmiana kalendarza wywołała otwarty konflikt między jej zwolennikami i przeciwnikami (starokalendarzowcami), którzy utworzyli Wspólnotę Prawdziwych Chrześcijan Prawosławnych. W 1927 jeden z jej wiernych zaatakował nożyczkami arcybiskupa Chryzostoma, usiłując obciąć mu brodę i kilkakrotnie go raniąc.
Do kwestii ustroju Kościoła powrócono w 1929. Po pracach komisji złożonej z trzech biskupów i trzech profesorów teologii uchwalony został statut powtarzający główne założenia analogicznego dokumentu sprzed ośmiu lat.
W 1935 arcybiskup Chryzostom, razem z czterema innymi hierarchami, został oskarżony o wspieranie nieudanego zamachu stanu Eleftheriosa Wenizelosa. Wbrew żądaniom rojalistów nie odszedł jednak z urzędu.
Zmarł w 1938. W ocenie Tadeusza Czekalskiego jego śmierć była zakończeniem okresu względnej niezależności Kościoła, jaką umożliwiała charyzmatyczna osobowość hierarchy.
Opublikował monografie poświęcone historii Patriarchatu Jerozolimskiego (1910), Greckiego Kościoła Prawosławnego (1920), Patriarchatu Aleksandryjskiego (1935) oraz prace poświęcone Kościołom Rosyjskiemu, Rumuńskiemu i Serbskiemu oraz Patriarchatowi Antiochii.